# Диспансер (Монмут)
Диспансер (англ. The Dispensary) — георгианский дом, типичный для центра Монмута, датируемый серединой XVIII века с надстройками начала XIX века. Стоит на площади Сейнт-Джеймс. 27 июня 1952 года получил статус II культурного наследия Великобритании.
Ньюман называл этот дом домом с сущностью XVIII века. Диспансер в здании расположен с 1857 года. В 1868 году здание стало Монмутским госпиталем с 9 койками; госпиталь был закрыт в 1903 году. Дом входит в Тропу культурного наследия Монмута.

## История
Диспансер был создан в Литл-касл-хауз на Касл-хилл в 1810 году. Он переехал на площадь Сент-Джеймс в 1868 году, став городской больницей, финансируемой местными благотворителями. Сэр Джеймс Педжет (Чрезвычайный хирург королевы Виктории), осмотревший помещение в 1873 году, сказал, что это одно из «наиболее удобных и наилучшим образом проветриваемых учреждений, которые он когда-либо видел». Больница работала в основном с бедняками. В больнице лежали лица, болезни которых не были связаны с родами, паллиативной помощью и психическими заболеваниями. Годовое содержание каждой кровати в 1868 году составило около 40 фунтов стерлингов, и эта сумма собиралась за счёт пожертвований, сделанных в банках Монмута или непосредственно в диспансере. В зале ожидания собраны имена крупных благотворителей, включая дар в 1000 фунтов стерлингов от Джона Роллса, деда Чарльза Роллса и президента института. Роллсы оплатили одну из кроватей, «Hendre Bed», на вечные времена. Количество амбулаторных больных, лечившихся здесь, в 1876-7 годах насчитывалось более 1600, не включая тех 60, что располагались в условиях стационара. Площадь обслуживания диспансера распространялась на восемь миль от Монмута, в том числе на часть леса Дин.
Отсутствие операционной и неудобная лестница диспансера убедили власти, что важно создать новую больницу, что привело к закрытию старой. В 1903 году диспансер переехал на Херефорд Род.
В 1907 году French Sisters устроили в старом здании диспансера частную школу, предлагая ученикам уроки французского языка, музыки, живописи, рисования, рукоделия и общее образование. Вскоре после этого здесь был создан детский дом, просуществовавший в бывшем диспансере до конца XX века. В 2001 году здание вновь стало использоваться как частный дом.